# Circonscription électorale de Cantabrie
Ne doit pas être confondu avec Circonscription autonomique de Cantabrie.
La circonscription électorale de Cantabrie est l'une des cinquante-deux circonscriptions électorales espagnoles utilisées comme divisions électorales pour les élections générales espagnoles.
Elle correspond géographiquement à la Cantabrie.

## Historique
Elle est instaurée en 1977 par la loi pour la réforme politique puis confirmée avec la promulgation de la Constitution espagnole qui précise à l'article 68 alinéa 2 que chaque province constitue une circonscription électorale.

## Congrès des députés

### Synthèse
|             |       | 1977 | 1979 | 1982 | 1986 | 1989 | 1993 | 1996 | 2000 | 2004 | 2008 | 2011 | 2015 | 2016 | 04/19 | 11/19 | 2023 |
| ----------- | ----- | ---- | ---- | ---- | ---- | ---- | ---- | ---- | ---- | ---- | ---- | ---- | ---- | ---- | ----- | ----- | ---- |
| UCD         |       | 3    | 3    |      |      |      |      |      |      |      |      |      |      |      |       |       |      |
| AP & alliés |       | 1    |      | 2    | 2    |      |      |      |      |      |      |      |      |      |       |       |      |
| PSOE        |       | 1    | 2    | 3    | 3    | 3    | 3    | 2    | 2    | 2    | 2    | 1    | 1    | 1    | 2     | 1     | 2    |
| PP          |       |      |      |      |      | 2    | 2    | 3    | 3    | 3    | 3    | 4    | 2    | 2    | 1     | 2     | 2    |
| Cs          |       |      |      |      |      |      |      |      |      |      |      |      | 1    | 1    | 1     |       |      |
| Podemos     |       |      |      |      |      |      |      |      |      |      |      |      | 1    | 1    |       |       |      |
| PRC         |       |      |      |      |      |      |      |      |      |      |      |      |      |      | 1     | 1     |      |
| Vox         |       |      |      |      |      |      |      |      |      |      |      |      |      |      |       | 1     | 1    |
|             |       |      |      |      |      |      |      |      |      |      |      |      |      |      |       |       |      |
| Total       | Total | 5    | 5    | 5    | 5    | 5    | 5    | 5    | 5    | 5    | 5    | 5    | 5    | 5    | 5     | 5     | 5    |

### 1977
| Parti | Parti | Députés                                                                        |
| ----- | ----- | ------------------------------------------------------------------------------ |
| UCD   |       | José Miguel Alava Aguirre, Justo de las Cuevas González, Francisco Lainz Gallo |
| PSOE  |       | Jaime Blanco García                                                            |
| AP    |       | Modesto Piñeiro Ceballos                                                       |

### 1979
| Parti | Parti | Députés                                                                          |
| ----- | ----- | -------------------------------------------------------------------------------- |
| UCD   |       | Alberto Javier Cuartas Galván, Justo de las Cuevas González, Ciriaco Díaz Porras |
| PSOE  |       | Juan Antonio Barragán Rico, Jaime Blanco García                                  |

### 1982
| Parti  | Parti | Députés                                                                  |
| ------ | ----- | ------------------------------------------------------------------------ |
| PSOE   |       | Juan Antonio Barragán Rico, Jaime Blanco García, José Luis García García |
| AP-PDP |       | Félix de la Fuente Boada, Mateo José Rodríguez Gómez                     |

- Juan Antonio Barragán Rico est remplacé en novembre 1983 par Alberto López Fernández.

### 1986
| Parti | Parti | Députés                                                         |
| ----- | ----- | --------------------------------------------------------------- |
| PSOE  |       | Jaime Blanco García, Juan José Mazarrasa Alvear, Luis Sainz Aja |
| CP    |       | Elena García Botín, Alfonso Osorio García                       |

- Jaime Blanco García est remplacé en juillet 1987 par José Ramón Lago Freire.

### 1989
| Parti | Parti | Députés                                                   |
| ----- | ----- | --------------------------------------------------------- |
| PSOE  |       | Matilde Fernández, José Ramón Lago Freire, Luis Sainz Aja |
| PP    |       | Isabel Tocino, José Joaquín Martínez Sieso                |

### 1993
| Parti | Parti | Députés                                                     |
| ----- | ----- | ----------------------------------------------------------- |
| PSOE  |       | Matilde Fernández, Lola Gorostiaga, José Ramón Lago Freire  |
| PP    |       | Guillermo Gómez Martínez-Conde, José Joaquín Martínez Sieso |

- José Joaquín Martínez Sieso est remplacé en juillet 1995 par María Visitación Pérez Vega.

### 1996
| Parti | Parti | Députés                                                                                      |
| ----- | ----- | -------------------------------------------------------------------------------------------- |
| PP    |       | Francisco Ignacio de Cáceres Blanco, Jesús López-Medel Báscones, María Visitación Pérez Vega |
| PSOE  |       | Jaime Blanco García, Matilde Fernández Sanz                                                  |

### 2000
| Parti | Parti | Députés                                                                 |
| ----- | ----- | ----------------------------------------------------------------------- |
| PP    |       | Ricardo Bueno Fernández, Jesús López-Medel Báscones, Juan Manuel Moreno |
| PSOE  |       | Lola Gorostiaga, Jaime Blanco García                                    |

- Lola Gorostiaga est remplacée en juin 2003 par Emilio José Carrera González.

### 2004
| Parti | Parti | Députés                                                       |
| ----- | ----- | ------------------------------------------------------------- |
| PP    |       | José María Lassalle, Ana Madrazo, José Joaquín Martínez Sieso |
| PSOE  |       | Alfredo Pérez Rubalcaba, María Gloria Gómez Santamaría        |

### 2008
| Parti | Parti | Députés                                                       |
| ----- | ----- | ------------------------------------------------------------- |
| PP    |       | José Joaquín Martínez Sieso, José María Lassalle, Ana Madrazo |
| PSOE  |       | Elena Salgado, María Gloria Gómez Santamaría                  |

- Joaquín Martinez Sieso (PP) est remplacé en juillet 2011 par María Jesús Susinos Tarrero.

### 2011
| Parti | Parti | Députés                                                                               |
| ----- | ----- | ------------------------------------------------------------------------------------- |
| PP    |       | Ana Madrazo, José María Lassalle, María Jesús Susinos Tarrero, José María Alonso Ruiz |
| PSOE  |       | Puerto Gallego                                                                        |

- José María Lassalle est remplacé en janvier 2012 par Javier Puente Redondo.

### 2015
| Parti   | Parti | Députés                          |
| ------- | ----- | -------------------------------- |
| PP      |       | Ana Madrazo, José María Lassalle |
| PSOE    |       | Puerto Gallego                   |
| Podemos |       | Rosa Ana Alonso Clusa            |
| CS      |       | Carlos Pracht Ferrer             |

### 2016
| Parti | Parti | Députés                          |
| ----- | ----- | -------------------------------- |
| PP    |       | Ana Madrazo, José María Lassalle |
| PSOE  |       | Puerto Gallego                   |
| UPOD  |       | Rosa Ana Alonso Clusa            |
| CS    |       | Félix Álvarez Palleiro           |

- Puerto Gallego est remplacée en septembre 2016 par Ricardo Cortés Lastra.
- José María Lasalle est remplacé en décembre 2016 par Diego Movellán Lombilla.

### Avril 2019
| Parti | Parti | Députés                                               |
| ----- | ----- | ----------------------------------------------------- |
| PSOE  |       | Luis Santos Clemente Guadilla, María Jesús Calva Ruiz |
| PP    |       | Diego Movellán                                        |
| Cs    |       | Rubén Gómez González                                  |
| PRC   |       | José María Ángel Mazón Ramos                          |

### Novembre 2019
| Parti | Parti | Députés                              |
| ----- | ----- | ------------------------------------ |
| PP    |       | Diego Movellán, Elena Castillo López |
| PSOE  |       | Pedro Casares                        |
| PRC   |       | José María Ángel Mazón Ramos         |
| Vox   |       | Emilio del Valle                     |

### 2023
| Parti | Parti | Députés                                          |
| ----- | ----- | ------------------------------------------------ |
| PP    |       | Félix de las Cuevas Cortés, Javier Noriega Gómez |
| PSOE  |       | Pedro Casares, Noelia Cobo Pérez                 |
| Vox   |       | Emilio del Valle                                 |

## Sénat

### Synthèse
|             |       | 1977 | 1979 | 1982 | 1986 | 1989 | 1993 | 1996 | 2000 | 2004 | 2008 | 2011 | 2015 | 2016 | 04/19 | 11/19 | 2023 |
| ----------- | ----- | ---- | ---- | ---- | ---- | ---- | ---- | ---- | ---- | ---- | ---- | ---- | ---- | ---- | ----- | ----- | ---- |
| Sans        |       | 1    |      |      |      |      |      |      |      |      |      |      |      |      |       |       |      |
| UCD         |       | 3    | 3    |      |      |      |      |      |      |      |      |      |      |      |       |       |      |
| AP & alliés |       |      |      | 1    | 1    |      |      |      |      |      |      |      |      |      |       |       |      |
| PSOE        |       |      | 1    | 3    | 3    | 3    | 3    | 1    | 1    | 1    | 1    | 1    | 1    | 1    | 3     | 1     | 1    |
| PP          |       |      |      |      |      | 1    | 1    | 3    | 3    | 3    | 3    | 3    | 3    | 3    | 1     | 3     | 3    |
|             |       |      |      |      |      |      |      |      |      |      |      |      |      |      |       |       |      |
| Total       | Total | 4    | 4    | 4    | 4    | 4    | 4    | 4    | 4    | 4    | 4    | 4    | 4    | 4    | 4     | 4     | 4    |

### 1977
| Parti | Parti | Sénateurs                                                                                              |
| ----- | ----- | --- |
| UCD   |       | Ricardo Manuel Bueno Fernández, José Mariano González-Tarrio Gallego, José Luis Piñal Ruiz de Huidobro |
| AEFD  |       | Benito Huerta Argenta                                                                                  |

### 1979
| Parti | Parti | Sénateurs                                                                       |
| ----- | ----- | ------------------------------------------------------------------------------- |
| UCD   |       | Ambrosio Calzada Hernández, Roberto Sáez González, Leandro Valle González-Torre |
| PSOE  |       | Mario García-Oliva Pérez                                                        |

### 1982
| Parti  | Parti | Sénateurs                                                            |
| ------ | ----- | -------------------------------------------------------------------- |
| PSOE   |       | Jesús Cabezón Alonso, Mario García-Oliva Pérez, Juan González Bedoya |
| AP-PDP |       | Ambrosio Calzada Hernández                                           |

### 1986
| Parti | Parti | Sénateurs                                                               |
| ----- | ----- | ----------------------------------------------------------------------- |
| PSOE  |       | Juan González Bedoya, Alberto López Fernández, Maximino Valle Garmendía |
| CP    |       | Jesús Díaz Fernández                                                    |

### 1989
| Parti | Parti | Sénateurs                                                           |
| ----- | ----- | ------------------------------------------------------------------- |
| PSOE  |       | Jaime Blanco García, Juan González Bedoya, Maximino Valle Garmendía |
| PP    |       | Guillermo Gómez Martínez-Conde                                      |

### 1993
| Parti | Parti | Sénateurs                                                                  |
| ----- | ----- | -------------------------------------------------------------------------- |
| PSOE  |       | Jaime Blanco García, Miguel Ángel Palacio García, Maximino Valle Garmendía |
| PP    |       | Ricardo Manuel Bueno Fernández                                             |

### 1996
| Parti | Parti | Sénateurs                                                                      |
| ----- | ----- | ------------------------------------------------------------------------------ |
| PP    |       | Ricardo Manuel Bueno Fernández, Alberto Terán Molleda, José Luis Vallines Díaz |
| PSOE  |       | Lola Gorostiaga                                                                |

### 2000
| Parti | Parti | Sénateurs                                                                   |
| ----- | ----- | --------------------------------------------------------------------------- |
| PP    |       | María Visitación Pérez Vega, Alberto Terán Molleda, José Luis Vallines Díaz |
| PSOE  |       | Blanca Rosa Gómez Morante                                                   |

### 2004
| Parti | Parti | Sénateurs                                                         |
| ----- | ----- | ----------------------------------------------------------------- |
| PP    |       | Luis Bárcenas, Gonzalo Piñeiro García-Lago, Alberto Terán Molleda |
| PSOE  |       | Jaime Blanco García                                               |

### 2008
| Parti | Parti | Sénateurs                                                           |
| ----- | ----- | ------------------------------------------------------------------- |
| PP    |       | Luis Bárcenas, Gonzalo Piñeiro García-Lago, Encarnación Salmón Saiz |
| PSOE  |       | Jaime Blanco García                                                 |

- Luis Bárcenas (PP) est remplacée en avril 2010 par Leticia Díaz Rodríguez.

### 2011
| Parti | Parti | Sénateurs                                                                     |
| ----- | ----- | ----------------------------------------------------------------------------- |
| PP    |       | Gonzalo Piñeiro García-Lago, Encarnación Salmón Saíz, José Luis Vallines Díaz |
| PSOE  |       | Miguel Ángel González Vega                                                    |

### 2015
| Parti | Parti | Sénateurs                                                                                        |
| ----- | ----- | ------------------------------------------------------------------------------------------------ |
| PP    |       | Francisco Javier Fernández González, Blanca Azucena Martínez Gómez, María Esther Merino Portugal |
| PSOE  |       | Miguel Ángel González Vega                                                                       |

### 2016
| Parti | Parti | Sénateurs                                                                                        |
| ----- | ----- | ------------------------------------------------------------------------------------------------ |
| PP    |       | Francisco Javier Fernández González, Blanca Azucena Martínez Gómez, María Esther Merino Portugal |
| PSOE  |       | Miguel Ángel González Vega                                                                       |

### Avril 2019
| Parti | Parti | Sénateurs                                                                         |
| ----- | ----- | --------------------------------------------------------------------------------- |
| PSOE  |       | María Isabel Fernández Gutiérrez, Gustavo García García, María Rocío Rábago Gómez |
| PP    |       | Javier Puente Redondo                                                             |

### Novembre 2019
| Parti | Parti | Sénateurs                                                                        |
| ----- | ----- | -------------------------------------------------------------------------------- |
| PP    |       | Javier Puente Redondo, Amaya Landín Díaz de Corcuera, Félix de las Cuevas Cortés |
| PSOE  |       | María Isabel Fernández Gutiérrez                                                 |

### 2023
| Parti | Parti | Sénateurs                                                                     |
| ----- | ----- | ----------------------------------------------------------------------------- |
| PP    |       | Elena Castillo López, Severiano Ángel Cuesta Alonso, Juan Carlos García Diego |
| PSOE  |       | Secundino Caso Roiz                                                           |